# 요제프 로제마이어

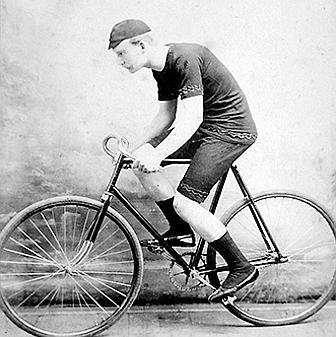

요제프 로제마이어(독일어: Josef Rosemeyer, 1872년 3월 13일 ~ 1919년 12월 1일)는 독일의 사이클 선수이다. 그는 아테네에서 열린 1896년 하계 올림픽에 참가했다.
로제마이어는 10km 경기에서 4위에 머물렀다. 독주 경기에도 출전했으며 8위를 기록했다. 스프린트 경기에서는 자전거의 기계적 결함으로 인해 경기를 끝내지 못했다. 100km 경기에서도 경기를 끝내지 못했다.